# 四堡子镇
四堡子乡，是中华人民共和国辽宁省阜新市彰武县下辖的一个乡镇级行政单位。

## 行政区划
四堡子乡下辖以下地区：
四堡子村、先锋村、二道房身村、兴隆村、席房村、鸡冠山村和冷家村。